# Años 1380
Los años 1380 o década del 1380 empezó el 1 de enero de 1380 y terminó el 31 de diciembre de 1389.

## Acontecimientos
- Bonifacio IX sucede a Urbano VI como papa en el año 1389.
- Sitio de Lisboa (1384)
- Creado el título de Condestable de Castilla por el rey Juan I de Castilla, y el de Condestable de Portugal por el rey Fernando I de Portugal.